# Supersonic girl
《supersonic girl》(슈퍼소닉 걸)은 미즈키 나나의 첫 번째 정규 음반이다. 2001년 12월 5일에 킹레코드에서 발매되었다.

## 수록곡
1. Love's Wonderland [4:05]
작사:村野直球, 작곡:住吉中, 편곡:牧野信博
2. The place of happiness [3:44]
작사:村野直球, 작곡:住吉中, 편곡:牧野信博
  - PS2 게임 소프트웨어 『제네레이션 오브 카오스』 오프닝 테마
3. supersonic girl [4:10]
작사:村野直球, 작곡:住吉中, 편곡:牧野信博
4. Heaven Knows-Brave Edit- [4:17]
작사:村野直球, 작곡:住吉中, 편곡:牧野信博
5. 想い-pedigreed mix- [4:34]
작사:村野直球, 작곡:住吉中, 편곡:牧野信博
6. Look Away-All Together Version- [4:18]
작사:村野直球, 작곡:JUNKO, 편곡:牧野信博
7. TRANSMIGRATION [5:04]
작사:奥井雅美, 작곡・편곡:矢吹俊郎
8. LOOKING ON THE MOON [3:51]
작사:村野直球, 작곡・편곡:牧野信博
9. 真冬の観覧車 [4:51]
작사:村野直球, 작곡・편곡:牧野信博
10. NANA色のように-Special album version- [4:33]
작사:麻生光咲, 작곡:南部栄作, 편곡:牧野信博
  - テレビ朝日系列『ワガまんまキッチン』エンディングテーマ
11. 水中の青空 [3:44]
작사:村野直球, 작곡:住吉中, 편곡:牧野信博
12. WINDOW OF HEART [4:45]
작사:村野直球, 작곡・편곡:牧野信博